# Shounen Club
Shounen Club (Tiếng Nhật: ザ少年倶楽部, Romaji: Za Shounen Kurabu) là một chương trình do Tập đoàn Truyền hình Nhật Bản (NHK) thực hiện và được phát sóng trên kênh NHK BS-premium (kể từ tháng 4, năm 2011). Chương trình bắt đầu được phát sóng vào ngày 09/04/2000 và được tiếp tục cho tới ngày nay

## Lịch sử
- Chương trình được phát sóng lần đầu vào ngày 09/04/2000 và được ghi hình tại CT-101. Chương trình phát sóng đều đặn trong 30 phút vào ngày Chủ nhật mỗi tuần.
- Ba năm sau, vào tháng 04 năm 2003, chương trình được ghi hình tại hội trường NHK và được tăng thời lượng phát sóng đến 53 phút, và được chiếu 2 lần của 2 tuần đầu tiên mỗi tháng.
- Từ tháng 4 năm 2006 đến tháng 3 năm 2011, thời lượng phát sóng giảm xuống còn 50 phút, cùng với việc phát sóng chương trình Shounen Club premium, chương trình được chiếu 3 lần trong tháng.
- Kể từ tháng 4 năm 2011, thời lượng phát sóng lại giảm xuống còn 45 phút và đến tháng 4 năm 2012, thời lượng chỉ còn 44 phút.
- Tuy nhiên, kể từ tháng 4 năm 2013, thời lượng phát sóng lại tăng lên đến 59 phút và được thêm phần biểu diễn của Kansai Johnny's Jr. (trước đây chương trình chỉ phát sóng phần biển diễn của Kanto Johnny's Jr và Kansai Johnny's Jr. riêng).
- Cùng với việc tăng giảm thời lượng phát sóng, khung giờ chiếu cũng được thay đổi. Kể từ tháng 4 năm 2010, khung giờ được đổi sang thành ngày thứ sáu lúc 18 giờ và đến tháng 4 năm 2012, khung giờ lại được đổi sang thành ngày thứ tư lúc 20 giờ.
- Tại nước ngoài, chương trình được sóng trên kênh NHK World Premium.

## Thời kỳ phát sóng

### Tháng 4 năm 2010 - Tháng 3 năm 2011
| Ngày phát sóng | Chủ đề                                              | Dẫn chương trình chính                            | Khách mời                                         | Ghi chú |          |          |
| Năm 2010       | Năm 2010                                            | Năm 2010                                          | Năm 2010                                          | Năm 2010 | Năm 2010 | Năm 2010 |
| -------------- | --------------------------------------------------- | ------------------------------------------------- | ------------------------------------------------- | --- | -------- | -------- |
| 2 tháng 4      | ともだち (Tomodachi) Người bạn                      | Koyama Koichirou (NEWS) Nakamaru Yuichi (KAT-TUN) | Kamenashi Kazuya (KAT-TUN)                        | - |          |          |
| 9 tháng 4      | ストーリー (Story) Câu chuyện                       | Koyama Koichirou (NEWS) Nakamaru Yuichi (KAT-TUN) | Kamenashi Kazuya (KAT-TUN)                        | - |          |          |
| 7 tháng 5      | ブーム (Boom) Bom tấn                               | Koyama Koichirou (NEWS) Nakamaru Yuichi (KAT-TUN) | B.A.D                                             | - |          |          |
| 14 tháng 5     | 笑顔 (Egao) Mặt cười                                | Koyama Koichirou (NEWS) Nakamaru Yuichi (KAT-TUN) | Taguchi Junnosuke (KAT-TUN)                       | - |          |          |
| 4 tháng 6      | クール (Cool) Mát mẻ                                | Koyama Koichirou (NEWS) Nakamaru Yuichi (KAT-TUN) | Kamenashi Kazuya (KAT-TUN)                        | - |          |          |
| 11 tháng 6     | 空 (Sora) Bầu trời                                  | Koyama Koichirou (NEWS) Nakamaru Yuichi (KAT-TUN) | Kamenashi Kazuya (KAT-TUN)                        | - |          |          |
| 2 tháng 7      | 目標 (Mokuhyō) Mục tiêu                             | Koyama Koichirou (NEWS) Nakamaru Yuichi (KAT-TUN) | KAT-TUN Hey! Say! JUMP                            | - |          |          |
| 9 tháng 7      | HOT Nóng                                            | Koyama Koichirou (NEWS) Nakamaru Yuichi (KAT-TUN) | KAT-TUN Hey! Say! JUMP                            | - |          |          |
| 6 tháng 8      | 夏 (Natsu) Mùa hè                                   | Koyama Koichirou (NEWS) Nakamaru Yuichi (KAT-TUN) | Takizawa Hideaki Yamashita Tomohisa Hey! Say!JUMP | - |          |          |
| 13 tháng 8     | 夏 (Natsu) Mùa hè                                   | Koyama Koichirou (NEWS) Nakamaru Yuichi (KAT-TUN) | Takizawa Hideaki Hey! Say!JUMP                    | - |          |          |
| 3 tháng 9      | 輝き (Kagayaki) Toả sáng                            | Koyama Koichirou (NEWS) Nakamaru Yuichi (KAT-TUN) | Yokoyama Yuu (Kanjani∞)                           | - |          |          |
| 10 tháng 9     | パワー (Power) Sức mạnh                             | Koyama Koichirou (NEWS) Nakamaru Yuichi (KAT-TUN) | Yokoyama Yuu (Kanjani∞)                           | - |          |          |
| 8 tháng 10     | 宝物 (Takaramono) Báu vật                           | Koyama Koichirou (NEWS) Nakamaru Yuichi (KAT-TUN) | Ueda Tatsuya (KAT-TUN)                            | - |          |          |
| 15 tháng 10    | 喜怒哀楽 (Ki-Do-Ai-Raku) Hạnh phúc-Giận-Buồn-Vui    | Koyama Koichirou (NEWS) Nakamaru Yuichi (KAT-TUN) | Uchi Hiroki                                       | - |          |          |
| 5 tháng 11     | つながり (Tsunagari) Liên kết                       | Koyama Koichirou (NEWS) Nakamaru Yuichi (KAT-TUN) | NYC                                               | - |          |          |
| 15 tháng 11    | ハッピー (Happy) Vui vẻ                             | Koyama Koichirou (NEWS) Nakamaru Yuichi (KAT-TUN) | KAT-TUN NYC                                       | - |          |          |
| 3 tháng 12     | 2010 2010                                           | Koyama Koichirou (NEWS) Nakamaru Yuichi (KAT-TUN) | Hey! Say! JUMP                                    | - |          |          |
| 10 tháng 12    | クリスマス (Chirtmas) Giáng sinh                    | Koyama Koichirou (NEWS) Nakamaru Yuichi (KAT-TUN) | Kamenashi Kazuya (KAT-TUN)                        | - |          |          |
| Năm 2011       |                                                     |                                                   |                                                   | |          |          |
| 7 tháng 1      | スタート (Start) Bắt đầu                            | Koyama Koichirou (NEWS) Nakamaru Yuichi (KAT-TUN) | Takki & Tsubasa                                   | - |          |          |
| 21 tháng 1     | エール (Yell) Hét                                   | Koyama Koichirou (NEWS) Nakamaru Yuichi (KAT-TUN) | Hey! Say! 7                                       | - |          |          |
| 4 tháng 2      | 恋心 (Koi-gokoro) Yêu                               | Koyama Koichirou (NEWS) Nakamaru Yuichi (KAT-TUN) | KAT-TUN                                           | - |          |          |
| 11 tháng 2     | 旅立ち (Tabitachi) Hành trình                       | Koyama Koichirou (NEWS) Nakamaru Yuichi (KAT-TUN) | -                                                 | - |          |          |
| 24 tháng 3     | 10周年スペシャル (Jyushunen Special) Kỷ niệm 10 năm | Koyama Koichirou (NEWS) Nakamaru Yuichi (KAT-TUN) | NYC                                               | - Kỷ niệm 10 phát sóng chương trình Shounen Club (2000-2011) - Dự định phát sóng lúc 11/3/2011 nhưng do Động đất và sóng thần vùng Đông-Bắc Nhật Bản nên bị dời lại |          |          |

### Tháng 4 năm 2012 - Tháng 3 năm 2013
Dẫn chương trình chính trong thời gian này là lần lượt các thành viên của Hey! Say! JUMP.
| Ngày phát sóng | Chủ đề                                                        | Dẫn chương trình chính                     | Khách mời               | Ghi chú                          |          |          |
| Năm 2012       | Năm 2012                                                      | Năm 2012                                   | Năm 2012                | Năm 2012                         | Năm 2012 | Năm 2012 |
| -------------- | ------------------------------------------------------------- | ------------------------------------------ | ----------------------- | -------------------------------- | -------- | -------- |
| 4 tháng 4      | 春 (Haru) Mùa xuân                                            | Hey! Say! JUMP                             | Hey! Say! JUMP          | -                                |          |          |
| 4 tháng 4      | EARTH Trái Đất                                                | Hey! Say! JUMP                             | Hey! Say! JUMP          | -                                |          |          |
| 2 tháng 5      | エンジョイ (Enjoy) Tham gia                                   | Nakajima Yuuto Takaki Yuya Arioka Daiki    | Nakajima Yuuma (NYC)    | -                                |          |          |
| 9 tháng 5      | 出会い (Deai) Hội ngộ                                         | Nakajima Yuuto Takaki Yuya Arioka Daiki    | Nakajima Yuuma (NYC)    | -                                |          |          |
| 6 tháng 6      | 心 (Kokoro) Trái tim                                          | Yamada Ryosuke Okamoto Keito Arioka Daiki  | -                       | -                                |          |          |
| 13 tháng 6     | Family Gia đình                                               | Yamada Ryosuke Yabu Kota Arioka Daiki      | -                       | -                                |          |          |
| 4 tháng 7      | 星 (Hoshi) Ngôi sao                                           | Nakajima Yuuto Yabu Kota Arioka Daiki      | -                       | -                                |          |          |
| 11 tháng 7     | 旅 (Tabi) Du lịch                                             | Nakajima Yuuto Yabu Kota Arioka Daiki      | -                       | -                                |          |          |
| 22 tháng 8     | 夏 (Natsu) Mùa hè                                             | Yamada Ryosuke Yaotome Hikaru Arioka Daiki | -                       | -                                |          |          |
| 29 tháng 8     | 夏 Part2 (Natsu Part2) Mùa hè phần 2                          | Yamada Ryosuke Kazuya Takaki Arioka Daiki  | -                       | -                                |          |          |
| 5 tháng 9      | つながり (Tsunagari) Liên kết                                 | Chinen Yuri Yaotome Hikaru Arioka Daiki    | -                       | -                                |          |          |
| 26 tháng 9     | ありがとう (Arigatou) Cảm ơn                                  | Chinen Yuri Yaotome Hikaru Arioka Daiki    | -                       | -                                |          |          |
| 3 tháng 10     | Melody Ca khúc                                                | Nakajima Yuto Takaki Yuya Arioka Daiki     | -                       | -                                |          |          |
| 10 tháng 10    | Night Đêm tối                                                 | Nakajima Yuto Takaki Yuya Arioka Daiki     | Kansai Johnny's Juniors | -                                |          |          |
| 31 tháng 10    | -                                                             | Nakajima Yuto Takaki Yuya Arioka Daiki     | -                       | Diễn ra tại Hội trường NHK Osaka |          |          |
| 7 tháng 11     | あした (Ashita) Ngày mai                                      | Chinen Yuri Yaotome Hikaru Arioka Daiki    | Nakayama Yuuma (NYC)    | -                                |          |          |
| 14 tháng 11    | Yell Hét                                                      | Chinen Yuri Yaotome Hikaru Arioka Daiki    | Nakayama Yuuma (NYC)    | -                                |          |          |
| 21 tháng 11    | -                                                             | Nakajima Yuto Takaki Yuya Arioka Daiki     | -                       | Diễn ra tại Hội trường NHK Osaka |          |          |
| 5 tháng 12     | プレゼント (Present) Phần quà                                 | Yabu Kota Yamada Ryosuke Arioka Daiki      | Kis-My-Ft2              | -                                |          |          |
| 12 tháng 12    | 2012 2012                                                     | Yabu Kota Yamada Ryosuke Arioka Daiki      | Kis-My-Ft2              | -                                |          |          |
| 19 tháng 12    | クリスマス スペシャル (Christmas Special) Giáng sinh đặc biệt | Hey! Say! JUMP                             | -                       | Tập này dài 59 phút              |          |          |
| Năm 2013       |                                                               |                                            |                         |                                  |          |          |
| 9 tháng 1      | 世界 (Sekai) Thế giới                                         | Nakajima Yuto Takaki Yuya Arioka Daiki     | -                       | -                                |          |          |
| 16 tháng 1     | 平和 (Heiwa) Hoà bình                                         | Chinen Yuri Yaotome Hikaru Arioka Daiki    | -                       | -                                |          |          |
| 6 tháng 2      | 告白 (Kokuhaku) Tỏ tình                                       | Yabu Kota Nakajima Yuto Arioka Daiki       | -                       | -                                |          |          |
| 13 tháng 2     | LOVE Tình yêu                                                 | Yabu Kota Nakajima Yuto Arioka Daiki       | -                       | -                                |          |          |
| 6 tháng 3      | 思い出 (Omoide) Kỷ niệm                                       | Yamada Ryosuke Yaotome Hikaru Arioka Daiki | Yamashita Tomohisa      | -                                |          |          |
| 13 tháng 3     | 桜 (Sakura) Hoa anh đào                                       | Yamada Ryosuke Yaotome Hikaru Arioka Daiki | Yamashita Tomohisa      | -                                |          |          |

### Tháng 4 năm 2013 -
| 3 tháng 4   | スタート (Start) Bắt đầu                                      | Nakajima Yuuto Chinen Yuri Arioka Daiki    | -                               | -                                |
| 10 tháng 4  | 輝き (Kagayaki) Toả sáng                                      | Yamada Ryosuke Chinen Yuri Arioka Daiki    | -                               | -                                |
| 1 tháng 5   | 冒険 (Bouken) Thám hiểm                                       | Nakajima Yuuto Yaotome Hikaru Arioka Daiki | Kitayama Hiromitsu (Kis My Ft2) | -                                |
| 8 tháng 5   | 未来 (Mirai) Tương lai                                        | Nakajima Yuuto Yaotome Hikaru Arioka Daiki | Kitayama Hiromitsu (Kis My Ft2) | -                                |
| 5 tháng 6   | 魅力 (Miryoku) Ma lực                                         | Yamada Ryosuke Yabu Kota Arioka Daiki      | Nakayama Yuuma (NYC)            | -                                |
| 12 tháng 6  | Rain Mưa                                                      | Nakajima Yuto Takaki Yuya Arioka Daiki     | -                               | -                                |
| 3 tháng 7   | 願い (Negai) Mong ước                                         | Sato Shori Nakajima Kento Kikuchi Fuuma    | -                               | -                                |
| 10 tháng 7  | 仲間 (Nakama) Người bạn                                       | Sato Shori Nakajima Kento Kikuchi Fuuma    | -                               | -                                |
| 7 tháng 8   | サマー (Summer) Mùa hè                                        | Takaki Yuya Yabu Kota                      | -                               | -                                |
| 14 tháng 8  | サマー (Summer) Mùa hè                                        | Takaki Yuya Yabu Kota                      | -                               | -                                |
| 4 tháng 9   | グローバル (Global) Toàn cầu                                  | Nakajima Yuuto Yabu Kota                   | Akanishi Jin                    | -                                |
| 11 tháng 9  | エンターテインメント (Entertainment) Giải trí                 | Nakajima Yuuto Yabu Kota                   | Akanishi Jin                    | -                                |
| 2 tháng 10  | -                                                             | -                                          | A.B.C-Z                         | Diễn ra tại Hội trường NHK Osaka |
| 9 tháng 10  | -                                                             | -                                          | A.B.C-Z                         | Diễn ra tại Hội trường NHK Osaka |
| 23 tháng 10 | EMOTION Cảm xúc                                               | Nakajima Yuuto Yabu Kota                   | Yamashita Tomohisa              | -                                |
| 30 tháng 10 | YELL Hét                                                      | Nakajima Yuuto Yabu Kota                   | Nakayama Yuuma (NYC)            | -                                |
| 6 tháng 11  | COLOR Màu sắc                                                 | Okamoto Keito Yabu Kota                    | Uchi Hiroki                     | -                                |
| 15 tháng 11 | STAR Ngôi sao                                                 | Okamoto Keito Yabu Kota                    | Nakayama Yuuma (NYC)            | -                                |
| 4 tháng 12  | ぬくもり (Nukumori) Ấm áp                                     | Nakajima Yuuto Yabu Kota                   | Nakayama Yuuma Shigeoka Daiki   | -                                |
| 11 tháng 12 | 2013 2013                                                     | Nakajima Yuuto Yabu Kota                   | Nakayama Yuuma Shigeoka Daiki   | -                                |
| 18 tháng 12 | クリスマス スペシャル (Christmas Special) Giáng sinh đặc biệt | Nakajima Yuuto Yabu Kota                   | Kis My Ft2                      | -                                |